# Cordero Channel
Cordero Channel är ett sund i Kanada.   Det ligger i provinsen British Columbia, i den sydvästra delen av landet, 3 700 km väster om huvudstaden Ottawa.
Trakten runt Cordero Channel är nära nog obefolkad, med mindre än två invånare per kvadratkilometer.